# Ампонмаха, Дхои
Дхои Ампонмаха (тайск. ทวี อัมพรมหา, родился 15 ноября 1959 года в ампхе Мыанг Районг, провинция Районг) — таиландский боксёр-любитель и боец муай-тай, серебряный призёр Олимпийских игр 1984 года в категории до 63 кг (полусредний вес); второй атлет из Таиланда после боксёра Паяо Поонтарата, который сумел завоевать олимпийскую медаль. В поединках муай-тай выступал под именем Каопонг Ситтичучай (тайск. ขาวผ่อง สิทธิชูชัย).

## Биография
Третий ребёнок из шести детей в своей семье. Боксом и муай-тай начал заниматься в 14 лет, первый тренер — Чучип Чаймонгкол. Выступал на бангкокских стадионах Раяадамнерн и Лумпхини в 1974 году. На стадионе Лумпхини завоевал титул чемпиона Таиланда в категории до 57 кг, одолев на пути к титулу легендарного Дизельнои Чор Тханасукарна. В течение четырёх лет он оставался непобедимым, пока не решил взять паузу, чтобы перебраться в категорию с большим весом (до 63 кг). В 1981 году Ампонмаха перешёл в любительский статус по боксу с разрешения капитана Чанаи Понгсупы (отца Торсака Сасипрапа) и стал членом клуба «Осотспа», получив возможность выезжать за границу. В 1983 и 1984 годах он становился чемпионом Таиланда.
В 1982 году на Азиатских играх он завоевал серебряную медаль, победив индийца Дарама Чанда в четвертьфинале и пакистанца Мохаммада Сиддика и проиграв корейцу Киму Дун Илю. В 1982 году он также завоевал серебряную медаль на Кубке короля, а в 1983 году выиграл Игры Юго-Восточной Азии. На Олимпийских играх 1984 года Ампонмаха поочерёдно одолел индийца Джаслала Прадхана (5:0), кенийца Чарльза Овисо (3:2), британца Дэйва Гриффитса (4:1), пуэрториканца Хорхе Майсонета (5:0) и румына Мирчу Фулджера (5:0), проиграв в финале американцу Джерри Пейджу (0:5).
После ухода из бокса Ампонмаха работает специалистом по связям с общественностью в компании по производству напитков Osotspa, а также является секретарём футбольного клуба «Юмпасри Юнайтед». Также занимается бизнесом в сфере косметики. Снимается на телевидении в различных фильмах и сериалах, является комментатором спортивных шоу и трансляций на 3 канале телевидения Таиланда.